# Styloleptus posticalis
Styloleptus posticalis es una especie de escarabajo longicornio del género Styloleptus, tribu Acanthocinini, subfamilia Lamiinae. Fue descrita científicamente por Gahan en 1895.

## Descripción
Mide 4-7,5 milímetros de longitud.

## Distribución
Se distribuye por Dominica, Granada, Guadalupe, Martinica, San Bartolomé, Santa Lucía y San Vicente y las Granadinas.